# Ross Nicholson
Ross Nicholson (Gisborne, 8 de agosto de 1975) é um ex-futebolista profissional neo-zelandês que atuava como goleiro.

## Carreira
Ross Nicholson se profissionalizou no Gisborne City.

## Seleção
Ross Nicholson integrou a Seleção Neozelandesa de Futebol na Copa das Confederações de 1999.

## Títulos
Nova Zelândia
- Copa das Nações da OFC: 1998